# The Don Killuminati: The 7 Day Theory
The Don Killuminati: The 7 Day Theory è il quinto album in studio del rapper statunitense Tupac Shakur, pubblicato a nome Makaveli il 5 novembre 1996 dalla New and "Untouchable" Death Row Records, pochi mesi dopo la sua morte.

## Descrizione
The Don Killuminati si concentra soprattutto sulla rivalità hip hop tra East Coast e West Coast, con Makaveli che dissa molti esponenti di spicco della scena tra cui Nas, Mobb Deep, Jay-Z, The Notorious B.I.G., Dr. Dre e Puff Daddy. Sono presenti anche brani di coscienza sociale e hardcore.
L'album fu completamente terminato in sette giorni durante la prima settimana dell'agosto 1996. I testi furono scritti e registrati in soli tre giorni e la procedura di missaggio si svolse in quattro giorni. Questi sono gli ultimi brani incisi da Shakur prima della sua morte. Il titolo provvisorio dell'album era The 3 Day Theory, ed era originariamente costituito da circa 14 tracce.

### Copertina
La copertina di The Don Killuminati mostra un'illustrazione in stile rinascimentale della crocifissione di Gesù Cristo, opera dell'artista Ronald "Riskie" Brent, conosciuto con il nome d'arte "Riskie Forever". Tupac è ritratto sulla croce con il capo rivolto verso il lato destro. Una bandana copre la testa di Tupac e del filo spinato gli stringe polsi e caviglie. Assente dall'immagine è l'iconico tatuaggio "Thug Life" di Tupac che è coperto dall'adesivo del parental advisory che gli copre i genitali. Sulla croce di Tupac è presente una mappa che connette varie città degli Stati Uniti. Le città elencate hanno tutte una forte percentuale di popolazione afroamericana, inclusi i centri urbani delle maggiori città della costa orientale, occidentale e del sud degli Stati Uniti d'America. Il modello di colore dell'immagine è un cupo rosso e nero. Le uniche fonti di luce che illuminano la scena provengono dalla luna e dai pochi fasci di luce che emergono dalle fessure della croce. Nella parte inferiore dell'immagine è la dicitura: «In no way in this portrait an expression of disrespect for Jesus Christ. -Makaveli» ("In nessun modo in questo ritratto è presente un'espressione di mancanza di rispetto nei confronti di Gesù Cristo. - Makaveli").

## Accoglienza
| Recensione                    | Giudizio |
| ----------------------------- | -------- |
| AllMusic                      | [ 1 ]    |
| RapReviews                    | [ 2 ]    |
| Entertainment Weekly          | D        |
| Los Angeles Times             | [ 9 ]    |
| XXL                           | [ 10 ]   |
| Rolling Stone                 | [ 11 ]   |
| The Rolling Stone Album Guide | [ 12 ]   |

L'uscita dell'album è accolta polemicamente dagli appassionati, che iniziano a teorizzare che il rapper sia ancora vivo.
Primo disco postumo e unico prodotto sotto il nome Makaveli, riferimento allo scrittore Niccolò Machiavelli, l'album rispecchia suoni g-funk e secondo il critico Stephen Thomas Erlewine è composto da materiale di qualità inferiore rispetto ai lavori precedenti: la veloce commercializzazione del prodotto da parte della Death Row farebbe parte di una strategia di marketing per ottenere dei ricavi dalla morte del rapper. Steve Juon di RapReviews è del parere che i testi siano di qualità superiore rispetto a quelli pubblicati precedentemente. David Brownie di Entertainment Weekly stronca il prodotto, scrivendo che è realizzato da produttori sconosciuti e rapper «di seconda categoria» e che «disonora la musica e l'eredità di Tupac».
Intorno al 1997 e 1998 uscirono dei bootleg non autorizzati con degli inediti di Tupac registrati nel 1996, e uscirono 12 bootleg il primo tra questi bootleg fu Makaveli 2.

## Tracce
1. Bomb First (My Second Reply) (featuring Outlawz) – 4:57 – Makaveli, Big D
2. Hail Mary (featuring Outlawz & Prince Ital Joe) – 5:09 – Hurt-M-Badd
3. Toss It Up (featuring Danny Boy, Aaron Hall & K-Ci & JoJo) – 5:06 – Demetrius Ship, Reggie Moore
4. To Live & Die in L.A. (featuring Val Young) – 4:33 – QDIII
5. Blasphemy – 4:38 – Hurt-M-Badd
6. Life of an Outlaw (featuring Outlawz) – 4:54 – Makaveli, Big D
7. Just Like Daddy (featuring Outlawz) – 5:08 – Hurt-M-Badd
8. Krazy (featuring Bad Azz) – 5:15 – Big D
9. White Man'z World – 5:38 – Big D
10. Me and My Girlfriend – 5:08 – Makaveli, Big D, Hurt-M-Badd
11. Hold Ya Head – 3:58 – Hurt-M-Badd
12. Against All Odds – 4:38 – Hurt-M-Badd, Makaveli (co-prod.)

## Classifiche

### Classifiche settimanali
| Classifica (1997)         | Posizione massima |
| ------------------------- | ----------------- |
| Australia                 | 37                |
| Germania                  | 76                |
| Paesi Bassi               | 61                |
| Nuova Zelanda             | 17                |
| Regno Unito               | 53                |
| Stati Uniti               | 1                 |
| US Top R&B/Hip-Hop Albums | 1                 |
| Svezia                    | 28                |
| Classifica (2001)         | Posizione massima |
| US Catalog Albums         | 24                |

### Classifiche di fine anno
| Classifica (1997)         | Posizione |
| ------------------------- | --------- |
| Stati Uniti               | 15        |
| US Top R&B/Hip-Hop Albums | 3         |